# Nikolaj Aleksandrovič Romanov
Nikolaj Aleksandrovič Romanov, in russo Цесаревич Николай Александрович Романов?, erede, zarevič e granduca di Russia (Carskoe Selo, 20 settembre 1843 – Nizza, 24 aprile 1865), è stato erede apparente del trono della Russia imperiale (cesarevič) dal 2 marzo 1855 fino alla sua morte. Era soprannominato Nixa.
Nacque a Carskoe Selo, secondo figlio (e primo maschio) dello zarevič Aleksandr Nikolaevič, figlio maggiore dell'imperatore Nicola I di Russia, e della principessa Maria Massimiliana d'Assia-Darmstadt. Nel 1855 il nonno paterno morì ed il padre gli succedette al trono come zar Alessandro II.

## Fidanzamento
Nicola venne fidanzato nell'estate del 1864 con la principessa Maria Sofia Federica Dagmar di Danimarca, seconda figlia del re Cristiano IX di Danimarca e della principessa Luisa d'Assia-Kassel e cognata di Alberto Edoardo, principe di Galles ed erede al trono britannico. Si ritiene che in letto di morte, Nicola espresse il desiderio che la sua fidanzata diventasse moglie del suo fratello più giovane e successore nel titolo di zarevič, Alessandro.

## Morte
Fino a quando divenne chiaro che si stava ammalando, si pensava che Nicola avesse una costituzione resistente. Si pensava che avesse contratto una bronchite e quindi venne mandato nella Francia meridionale per curarsi; mentre vi si trovava la sua salute peggiorò e morì il 24 aprile 1865 a Nizza, nella regione della Provenza-Alpi-Costa Azzurra. Attualmente si ritiene sia invece morto di tubercolosi.

## Ascendenza
|                               |                 |                                                | Genitori                                               |  |  | Nonni |  |  | Bisnonni          |  |  | Trisnonni            |  |
|                               |                 |                                                |                                                        |  |  |       |  |  | Paolo I di Russia |  |  | Pietro III di Russia |  |
|                               |                 |                                                |                                                        |  |  |       |  |  | Paolo I di Russia |  |  | Pietro III di Russia |  |
|                               |                 | Caterina II di Russia                          |                                                        |  |  |       |  |  | Paolo I di Russia |  |  |                      |  |
| Nicola I di Russia            |                 |                                                |                                                        |  |  |       |  |  | Paolo I di Russia |  |  |                      |  |
|                               |                 | Sofia Dorotea di Württemberg                   | Federico II Eugenio di Württemberg                     |  |  |       |  |  |                   |  |  |                      |  |
|                               |                 | Sofia Dorotea di Württemberg                   | Federico II Eugenio di Württemberg                     |  |  |       |  |  |                   |  |  |                      |  |
|                               |                 | Sofia Dorotea di Württemberg                   | Federica Dorotea di Brandeburgo-Schwedt                |  |  |       |  |  |                   |  |  |                      |  |
| Alessandro II di Russia       |                 | Sofia Dorotea di Württemberg                   |                                                        |  |  |       |  |  |                   |  |  |                      |  |
|                               |                 | Federico Guglielmo III di Prussia              | Federico Guglielmo II di Prussia                       |  |  |       |  |  |                   |  |  |                      |  |
|                               |                 | Federico Guglielmo III di Prussia              | Federico Guglielmo II di Prussia                       |  |  |       |  |  |                   |  |  |                      |  |
|                               |                 | Federico Guglielmo III di Prussia              | Federica Luisa d'Assia-Darmstadt                       |  |  |       |  |  |                   |  |  |                      |  |
| Carlotta di Prussia           |                 | Federico Guglielmo III di Prussia              |                                                        |  |  |       |  |  |                   |  |  |                      |  |
|                               |                 | Luisa di Meclemburgo-Strelitz                  | Carlo II di Meclemburgo-Strelitz                       |  |  |       |  |  |                   |  |  |                      |  |
|                               |                 | Luisa di Meclemburgo-Strelitz                  | Carlo II di Meclemburgo-Strelitz                       |  |  |       |  |  |                   |  |  |                      |  |
|                               |                 | Luisa di Meclemburgo-Strelitz                  | Federica Carolina Luisa d'Assia-Darmstadt              |  |  |       |  |  |                   |  |  |                      |  |
| Nikolaj Aleksandrovič Romanov |                 | Luisa di Meclemburgo-Strelitz                  |                                                        |  |  |       |  |  |                   |  |  |                      |  |
|                               | Luigi I d'Assia | Luigi IX d'Assia-Darmstadt                     |                                                        |  |  |       |  |  |                   |  |  |                      |  |
|                               | Luigi I d'Assia | Luigi IX d'Assia-Darmstadt                     |                                                        |  |  |       |  |  |                   |  |  |                      |  |
|                               | Luigi I d'Assia | Carolina del Palatinato-Zweibrücken-Birkenfeld |                                                        |  |  |       |  |  |                   |  |  |                      |  |
| Luigi II d'Assia              | Luigi I d'Assia |                                                |                                                        |  |  |       |  |  |                   |  |  |                      |  |
|                               |                 | Luisa d'Assia-Darmstadt                        | Giorgio Guglielmo d'Assia-Darmstadt                    |  |  |       |  |  |                   |  |  |                      |  |
|                               |                 | Luisa d'Assia-Darmstadt                        | Giorgio Guglielmo d'Assia-Darmstadt                    |  |  |       |  |  |                   |  |  |                      |  |
|                               |                 | Luisa d'Assia-Darmstadt                        | Maria Luisa Albertina di Leiningen-Dagsburg-Falkenburg |  |  |       |  |  |                   |  |  |                      |  |
| Maria d'Assia-Darmstadt       |                 | Luisa d'Assia-Darmstadt                        |                                                        |  |  |       |  |  |                   |  |  |                      |  |
|                               |                 | Carlo Luigi di Baden                           | Carlo Federico di Baden                                |  |  |       |  |  |                   |  |  |                      |  |
|                               |                 | Carlo Luigi di Baden                           | Carlo Federico di Baden                                |  |  |       |  |  |                   |  |  |                      |  |
|                               |                 | Carlo Luigi di Baden                           | Carolina Luisa d'Assia-Darmstadt                       |  |  |       |  |  |                   |  |  |                      |  |
| Guglielmina di Baden          |                 | Carlo Luigi di Baden                           |                                                        |  |  |       |  |  |                   |  |  |                      |  |
|                               |                 | Amalia d'Assia-Darmstadt                       | Luigi IX d'Assia-Darmstadt                             |  |  |       |  |  |                   |  |  |                      |  |
|                               |                 | Amalia d'Assia-Darmstadt                       | Luigi IX d'Assia-Darmstadt                             |  |  |       |  |  |                   |  |  |                      |  |
|                               |                 | Amalia d'Assia-Darmstadt                       | Carolina del Palatinato-Zweibrücken-Birkenfeld         |  |  |       |  |  |                   |  |  |                      |  |
|                               |                 | Amalia d'Assia-Darmstadt                       |                                                        |  |  |       |  |  |                   |  |  |                      |  |